# Великова, Людмила Георгиевна
Людмила Георгиевна Великова (в девичестве Синицина; род. 4 ноября 1947 года в Ленинграде) — советский и российский тренер по фигурному катанию. Заслуженный тренер России. В прошлом — советская фигуристка, выступавшая в парном катании с Николаем Великовым и Анатолием Евдокимовым. Мастер спорта СССР.

## Спортивная карьера
В паре с Николаем Великовым стала мастером спорта СССР, пара регулярно входила в десятку лучших в СССР. Лучшим результатом Великовых стало 5-е место на чемпионате СССР, в международных стартах участия не принимали. Позже по медицинским показаниям Николай Великов завершил карьеру, а Людмила встала в пару с Анатолием Евдокимовым. Тренировались они под руководством Николая Великова. Лучшим результатом пары стало 3 место в Кубке СССР 1972 года и 3 место на чемпионате РСФСР в 1973 году. После завершения карьеры, как и муж, начала тренировать.

## Тренерская деятельность
Через несколько лет после завершения карьеры Великовы вышли на международную арену как тренеры. Первый успех тренерского тандема Великовых — Марина Поплавская и Алексей Погодин, которые стали чемпионами СССР среди юниоров. Первой парой, завоевавшей медали международных турниров, были Нелли Червоткина и Виктор Тесля. Всего их воспитанники становились чемпионами мира среди юниоров 8 раз (Наталья Крестьянинова и Алексей Торчинский — трижды, Мария Петрова и Антон Сихарулидзе — дважды, Наталья Шестакова и Павел Лебедев, Мария Мухортова и Максим Траньков,   Анастасия Мишина и Александр Галлямов) и 2 раза среди взрослых (пары Шишкова—Наумов в 1994 году и Петрова—Тихонов в 2000).

## Образование
В 1970 году закончила ГДОИФК имени Лесгафта.

## Личная жизнь
Замужем за своим бывшим партнёром по паре и тренером Николаем Великовым, у них есть дочь и три внука. Внуки тоже занимаются фигурным катанием.

## Награды и звания
- Мастер спорта СССР
- Заслуженный тренер России